# Rhyming Flow Market
Rhyming Flow Market（ライミング フロー マーケット）は、茨城放送で2006年4月16日から2008年3月30日まで毎週日曜12:00 - 15:30に放送されていた生放送のワイド番組である。略称はRFM、もしくはライミング。それまで放送されていた『遠藤理のボン・ディマンシュ』の後番組としてスタートした。

## 概要
放送形態は第2回目までは茨城放送のスタジオから、COMBOX310がオープンした週の第3回（2006年4月30日放送分）から2007年3月25日放送分まではCOMBOX310の1階にあるサテライトスタジオから毎週放送された。2007年4月以降は後半2週を除き再び茨城放送のスタジオからの生放送に変更された。
当初は12:00 - 16:00までの4時間放送されていたが、2007年4月1日放送分から15:30までに短縮された。
2007年5月27日はスペシャルウィーク編成のため、茨城放送本社公開スタジオから放送された。
『IBSふるさと放送局』が番組枠に不定期に組まれたため、その場合は番組自体が休止となった（詳しくは後述）。

## 出演者
- 生井富美子

## 主なコーナー
- キムコものまね招き猫
  - 2007年10月7日放送分より12:05 - 12:15の時間で内包。
- ヒットランキング
  - オリコンチャート、県内有名レコード店の売り上げチャート、茨城放送のリクエストチャートを反映し、番組独自のランキングを形成。邦楽、洋楽ともども交互に紹介している。
- ゲストトーク

## COMBOX310サテライトスタジオからの放送について
2007年3月までは水戸駅南口から徒歩1分にあるショッピングビル、COMBOX310から生放送されていたが、同年4月から最終回までは、原則として、毎月後半2週のみCOMBOX310からの生放送に変更された。
なお、この番組の終了後、サテライトスタジオからの生放送番組は一旦休止されるが（後番組『HEART STATION』は全ての週が茨城放送本社スタジオからの放送）、半年後の2008年11月2日より茨城放送サテライトスタジオ機能をiiasつくばに移し、同スタジオから『iiasつくば トーキングモール』が放送された。同番組は2009年6月28日の放送をもって休止となり、その後はイオン土浦ショッピングセンター（現在のイオンモール土浦）に2009年6月から2010年5月までサテライトスタジオ機能を移していた。2020年10月現在は、iiasつくば及び東京支社内のサテライトスタジオより『MUSIC STATE』が放送されている。

## 放送休止となった週
前番組と異なり、本番組は不定期に特番などで休止するケースがあった。
- 2006年6月11日　『IBSふるさと放送局』特番放送のため休止
- 2007年1月21日　2008年1月20日　12:15 - 15:15に『全日本都道府県対抗男子駅伝』（制作：RCC）放送のため休止。残りの時間は単発の特番で対応。
- 2007年4月8日　『IBSふるさと放送局』特番放送のため休止
- 2007年6月10日　『IBSふるさと放送局』特番放送のため休止
- 2007年8月26日　『IBSふるさと放送局』特番放送のため休止
- 2007年9月16日　『IBSふるさと放送局』特番放送のため休止

「いばらきサッカーフェスティバル」放送時は、番組に内包する形で放送された。
これ以外にも、石岡のお祭り特番（2006年のみ）、IBSスーパーサッカー中継、少年サッカー中継、高校野球中継が入る場合は、番組の放送終了を繰り上げた。
| 茨城放送 日曜ワイド枠                                       | 茨城放送 日曜ワイド枠                                 | 茨城放送 日曜ワイド枠                                   |
| 前番組                                                      | 番組名                                                | 次番組                                                  |
| ----------------------------------------------------------- | ----------------------------------------------------- | ------------------------------------------------------- |
| 遠藤理のボン・ディマンシュ （1998年4月12日 - 2006年4月2日） | Rhyming Flow Market （2006年4月16日 - 2008年3月30日） | Heart Station （2008年4月13日 - 9月28日）               |
| 茨城放送 日曜15時台前半枠                                   |                                                       |                                                         |
| 遠藤理のボン・ディマンシュ （1998年4月12日 - 2006年4月2日） | Rhyming Flow Market （2006年4月16日 - 2008年3月30日） | 滝本猛夫の楽ちん大革命                                  |
| 茨城放送 日曜15時台後半枠                                   |                                                       |                                                         |
| 遠藤理のボン・ディマンシュ （1998年4月12日 - 2006年4月2日） | Rhyming Flow Market （2006年4月16日 - 2007年3月25日） | 奈良崎正明のエンカだよ！                                |
| 茨城放送 週末サテライトスタジオ生番組                       |                                                       |                                                         |
| CREOサウンドシティー この間約2年のブランクあり              | Rhyming Flow Market                                   | iiasつくば トーキングモール この間約7か月のブランクあり |